# Arbeitsgericht Schöningen
Das Arbeitsgericht Schöningen war ein braunschweigisches Arbeitsgericht mit Sitz in Schöningen.

## Geschichte
Gemäß Arbeitsgerichtsgesetz vom 23. Dezember 1926 wurden in Deutschland Arbeitsgerichte gebildet. Diese waren nur in der ersten Instanz organisatorisch selbstständige Gerichte, die Landesarbeitsgerichte waren den Landgerichten zugeordnet. Am Landgericht Braunschweig entstand so 1927 das Landesarbeitsgericht Braunschweig als einziges Landesarbeitsgericht im Freistaat Braunschweig. In Schöningen entstand das Arbeitsgericht Schöningen als eines von acht Arbeitsgerichten des Landesarbeitsgerichts. Sein Sprengel umfasste den Gerichtsbezirk des Amtsgerichts Schöningen. Es bestand eine Kammer für Arbeiter und eine Kammer für das Handwerk.
Nach der Besetzung Deutschlands durch die Alliierten wurden 1945 zunächst alle Gerichte geschlossen. Die ordentlichen Gerichte wurden schon bald wieder eröffnet, während die Arbeitsgerichte zunächst nicht wieder eingerichtet wurden, so dass arbeitsgerichtliche Streitigkeiten von den ordentlichen Gerichten erledigt werden mussten. Gemäß Kontrollratsgesetz 21 sollten in Deutschland Arbeitsgerichte aufgebaut werden. Anstelle der früheren Landesarbeitsgerichte wurde am 5. November 1946 das Landesarbeitsgericht Niedersachsen als einziges Landesarbeitsgericht Niedersachsen für das ganze Land Niedersachsen gebildet. In Schöningen wurde kein Arbeitsgericht mehr gebildet.